# Neptis simingshana
Neptis simingshana är en fjärilsart som beskrevs av Siuiti Murayama 1980. Neptis simingshana ingår i släktet Neptis och familjen praktfjärilar. Inga underarter finns listade i Catalogue of Life.